# Rade Bulat
Rade Bulat, hrvaški general, * 28. avgust 1920, † 25. januar 2013.

## Življenjepis
Leta 1939 je postal član KPJ in od začetka je sodeloval v NOVJ. Med vojno je bil poveljnik več enot (Severnodalmacijski odred, 13. proletarska brigada, 32. divizije,...).
Po vojni je končal šolanje na sovjetski Pehotni taktični šoli, Višji vojaški akademiji JLA in na Poveljniškem in generalštabnem kolidžu Kopenske vojske ZDA. Med drugim je bil poveljnik vojnega področja, pomočnik poveljnika zaledja armade, načelnik uprave v Generalštabu JLA,...

## Odlikovanja
- Red narodnega heroja
- Red vojne zastave
- Red zaslug za ljudstvo